# مصر في الألعاب الأولمبية الصيفية 1992
نافست مصر في دورة الألعاب الأولمبية الصيفية 1992 في برشلونة بإسبانيا، بوفد رياضي من 75 مشارك.